# Hardcore Lives
Hardcore Lives è un album studio del gruppo musicale statunitense Madball, pubblicato nel 2014.

## Tracce
1. Intro – 1:13
2. Hardcore Lives – 2:06
3. The Balance – 2:49
4. Doc Marten Stomp – 3:23
5. DNA – 2:29
6. True School (feat. Scott Vogel) – 2:13
7. The Here and Now – 2:20
8. Nothing to Me – 2:51
9. My Armor (feat. Toby Morse) – 1:37
10. Beacon of Light – 1:59
11. Born Strong (feat. Candace Puopolo) – 2:13
12. Spirit – 1:52
13. Mi palabra – 2:08
14. NBNC – 0:27
15. For the Judged – 2:09

Tracce bonus
1. The Beast (live) – 2:15
2. Spit on Your Grave 2014 – 1:51

## Formazione
Madball
- Freddy Cricien – voce
- Mitts – chitarra
- Hoya Roc – basso
- Mike Justian – batteria

Production
- Ken Susi – registrazione, ingegneria del suono
- Jonathan Nuñez – registrazione
- Chris "Zeuss" Harris – missaggio, masterizzazione